# Leptogenys elegans
Leptogenys elegans är en myrart som beskrevs av Bolton 1975. Leptogenys elegans ingår i släktet Leptogenys och familjen myror. Inga underarter finns listade i Catalogue of Life.